# Магический круг (картина)
«Маги́ческий круг» (англ. The Magic Circle) — картина, написанная маслом, в прерафаэлитском стиле, созданная в 1886 году британским художником Джоном Уильямом Уотерхаусом. На картине изображена ведьма или колдунья, очерчивающая на земле огненный магический круг с целью создать пространство для осуществления церемониальной магии.

## История
Картина «Магический круг» была представлена в Королевской академии в 1886 году и после «Совета с оракулом» и «Святой Евлалии» стала третьей картиной Уотерхауса на тему сверхъестественного, которая сохранялась в его творчестве на протяжении многих лет. Картина была хорошо принята на его выставке и в том же году приобретена галереей Тейт за 650 фунтов в соответствии с завещанием Френсиса Чантри.
Картина была весьма положительно принята критиками и общественностью.

## Описание
На картине в типичном для Уотерхауса стиле в центре холста изображён главный герой произведения — одинокая женская фигура. Окружающий пейзаж туманен, как будто не вполне реален, и фигуры на заднем плане становятся различимыми лишь при ближайшем рассмотрении, что сделано художником намеренно, дабы образ ведьмы смотрелся как единственный важный объект на полотне.
Уотерхаус при создании данной картины обратил особое внимание на углы, сбалансировав круг, который фигура ведьмы очерчивает вокруг себя, с помощью треугольника: её прямой руки, продолжением которой как бы является палка, выставленная под углом 45 градусов к её прямому телу. Сила ведьмы подчёркивается её решительным выражением лица, исключением из круга ворон и лягушки — популярных символов магии в то время — и контролем над столбом дыма, выходящим из котелка. Столб, вместо того чтобы развеиваться в стороны или колебаться под действием ветра, остаётся прямым.
По своей композиции «Магический круг» сходен с более поздней картиной Уотерхауса, «Мирандой» (1916), также изображающей женщину, связанную с магией. Ведьма одета в платье, схожее с платьем «Миранды», а лицо её также доступно для обзора лишь в профиль. В отличие от картин, изображающих колдуний, кисти Фредерика Сэндиса, таких как «Медея» (1868) или «Фея Моргана» (1864), Уотерхаус решил изобразить лицо ведьмы решительным и интригующим, а не злорадным.

## Темы
Чудеса, магия и дар пророчества являются частыми темами в творчестве Уотерхауса. Тема женщины-колдуньи часто повторяется в таких его работах, как «Цирцея предлагает кубок Одиссею» (1891, Олдхэмская галерея) и «Гилас и нимфы» (1896, Манчестерская галерея). Его творчество также включает ряд подобных работ на ближневосточную тематику, которые написаны под влиянием современных ему художников, таких как Ф. Льюис (1805—1876) и Лоуренс Альма-Тадема (1836—1912), а не основаны на его собственном опыте. Это одна из ранних работ Уотерхауса, отражающая его увлечение экзотикой.
Женщина на этой картине представляет собой, по всей видимости, колдунью или жрицу, наделённую магической силой и, возможно, даром пророчества. Её платье и общий вид весьма эклектичны и основаны на нескольких традициях: лицо женщины смуглого цвета и средневосточного происхождения; её причёска напоминает ранних англосаксов; её платье украшено как у персидских или древнегреческих воинов. В левой руке она держит серп в форме полумесяца, что связывает её с Луной и Гекатой. С помощью палочки в правой руке она очерчивает вокруг себя защитный магический круг. Вне круга пейзаж голый и бесплодный; группа грачей или воронов и лягушка — все они символы зла и связаны с колдовством — исключены из него. Но в его пределах находятся цветы и сама женщина, символы красоты. Смысл картины неясен, но её таинственность и экзотичность вызывают отклик у современных зрителей. Когда картина была выставлена в Королевской Академии в 1886 году, критик журнала Magazine of Art написал: «Мистер Уотерхаус в своём „Магическом круге“ остаётся лучшим в своём роде — оригинальным в концепции и живописным в своих результатах». (цитируется по: Hobson, p.37).